# Залуские
Залуские (пол. Załuski) — польский графский и дворянский род герба Юноша, прозвища Табаш.
Их предок Ян Табаш, подкоморий равский (1436), от владения имением Залусе принял фамилию Залуского. Лаврентий Залуский был каштеляном гостынским (1648), а сын его Александр (умер в 1693) — воеводой равским и маршалом коронного трибунала.
С середины XVI века род Залуских занял весьма видное положение и играл значительную роль в польской истории. Сын Александра — Андрей-Хризостом был коронным канцлером, а его племянники — Андрей-Станислав и Иосиф-Андрей Залуский основали знаменитую библиотеку Залуских. Эта ветвь Залуских получила графское достоинство в Австрии и внесена в VI часть родословной книги Гродненской губернии.
Другие две ветви Залуских внесены в I и VI части родословной книги Волынской в Могилевской губерний.